# HADAG-Typ 2000
Unter dem Namen HADAG-Typ 2000 ist eine Baureihe von Hafenfähren bekannt, die in den Jahren 1997 bis 2013 für die Hamburger Reederei HADAG Seetouristik und Fährdienst AG (HADAG) gebaut wurde. Die Schiffe können bis zu 250 Fahrgäste befördern und verkehren im Liniendienst im Hamburger Hafen im Rahmen des ÖPNV-Tarifs des Hamburger Verkehrsverbunds (HVV).
Die Schiffe, eine Eigenentwicklung der HADAG, sind für den Einmannbetrieb konzipiert, d. h. neben dem Schiffsführer wird kein weiteres Bordpersonal benötigt. Im Volksmund werden die Schiffe aufgrund ihres charakteristischen Aussehens „Bügeleisen“ genannt. Eingesetzt werden die Schiffe auf den Linien der HADAG im Hamburger Hafen.
Sie wurden von Hamburger Werften gebaut: Heinrich Grube Schiffswerft (Hamburg-Oortkaten), den daraus entstandenen SSB Spezialschiffbau Oortkaten und der ASW Altenwerder-Schiffswerft (Hamburg-Altenwerder).
Unter der Bezeichnung HADAG-Typ 2020 wurden ab 2017 die Weiterentwicklungen des Typs 2000 in Dienst gestellt. 

## Technische Daten
Die Schiffe werden von zwei Dieselmotoren angetrieben, die auf zwei Ruderpropeller wirken. Bei den Antriebsmotoren wurden Cummins-Motoren mit 283 kW Leistung bzw. Volvo-Penta-Motoren mit 331 kW Leistung verbaut. Bei den Ruderpropellern handelt es sich um Aquamaster- bzw. Schottel-Ruderpropeller. Für die Stromerzeugung stehen zwei von Dieselmotoren teilweise unterschiedlicher Baumuster angetriebene Generatoren zur Verfügung. Die Schiffe sind mit einem Bugstrahlruder mit 50 kW Leistung ausgestattet.
Die Schiffe werden im Einmannbetrieb von einem Schiffsführer gefahren. Das mögliche Fahrtgebiet erstreckt sich auf Binnenwasserstraßen bis zur See.
Als Radaranlage kommt ein ELNA-Flussradar 4007 zum Einsatz. Navigiert wird mit einem ELNA-Radarpiloten, der das Radarbild und den Wendeanzeiger mit einer elektronischen Elbkarte vereint und DGPS-unterstützt die Position des Schiffes metergenau angibt.
Die Schiffe bieten bei einer Länge von 29,95 Metern, einer Breite von 8,15 Metern und einem Tiefgang von 1,7 Metern insgesamt 250 Fahrgästen auf zwei Decks Platz. Auf dem oberen Freideck stehen 60 Sitzplätze zur Verfügung, auf dem unteren Deck sind 124 Sitzplätze vorhanden. An Back- und Steuerbord sind auf- und abfahrbare Klapprampen für den Ein- und Ausstieg vorhanden, daneben jeweils eine Treppe zum Freideck. Im Heckbereich befinden sich behindertenfreundliche Toiletten und Stellplätze für Fahrräder. Auf dem Freideck sind zwei Rettungsflöße mit Rutschen vom Typ DSB-Minislide angebracht.
Die Schiffe verfügen über ein elektronisches Zählsystem, das die Anzahl der zugestiegenen Passagiere ermittelt, um sicherzustellen, dass nicht mehr als die zugelassenen 250 Personen befördert werden.

## Bauliste
| Name         | ENI-Nummer | Indienststellung   | Bauwerft                                          | Bild |
| ------------ | ---------- | ------------------ | ------------------------------------------------- | ---- |
| St. Pauli    | 05116250   | 4. Juli 1997       | Heinrich Grube Schiffswerft, Hamburg-Oortkaten    |      |
| Altenwerder  | 05116370   | 1997               | ASW Altenwerder-Schiffswerft, Hamburg-Altenwerder |      |
| HafenCity    | 05116730   | 1999               | Heinrich Grube Schiffswerft, Hamburg-Oortkaten    |      |
| Reeperbahn   | 05117160   | Februar 2000       | Heinrich Grube Schiffswerft, Hamburg-Oortkaten    |      |
| Harmonie     | 04800920   | 5. Dezember 2001   | SSB Spezialschiffbau Oortkaten, Hamburg-Oortkaten |      |
| Waltershof   | 04802660   | 17. Februar 2004   | SSB Spezialschiffbau Oortkaten, Hamburg-Oortkaten |      |
| Elbmeile     | 04803440   | 28. Februar 2005   | SSB Spezialschiffbau Oortkaten, Hamburg-Oortkaten |      |
| Övelgönne    | 04804520   | 3. März 2006       | SSB Spezialschiffbau Oortkaten, Hamburg-Oortkaten |      |
| Tollerort    | 04805060   | 19. Juli 2006      | SSB Spezialschiffbau Oortkaten, Hamburg-Oortkaten |      |
| Wilhelmsburg | 04806970   | 26. September 2008 | SSB Spezialschiffbau Oortkaten, Hamburg-Oortkaten |      |
| Oortkaten    | 04807610   | 10. Juli 2009      | SSB Spezialschiffbau Oortkaten, Hamburg-Oortkaten |      |
| Harburg      | 04807990   | 5. November 2009   | SSB Spezialschiffbau Oortkaten, Hamburg-Oortkaten |      |
| Hamburgensie | 04810920   | 3. Juni 2013       | SSB Spezialschiffbau Oortkaten, Hamburg-Oortkaten |      |

## Zwischenfälle
Am 19. November 2011 kollidierte die Altenwerder im Nebel mit dem Containerschiff Cosco Harmony. Bei der Kollision entstand nur Sachschaden.
Am 19. April 2012 wurde die Elbmeile durch eine Gruppe von neun kurdischen Aktivisten besetzt. An Bord befanden sich 79 Passagieren. Die Aktivisten forderten die Freilassung von PKK-Chef Abdullah Öcalan.
Am 17. Februar 2022 brachen aufgrund starken Wellengangs, verursacht durch das Sturmtief Ylenia, die Frontscheiben der Tollerort, wodurch Wasser der Elbe in den Innenraum gelangte. Bei dem Unglück wurden drei Personen leicht verletzt.
Am 20. Januar 2025 kollidierte die Övelgönne bei Nebel mit der Schute eines Schubverbandes. Bei der Kollision in Höhe des Anlegers Dockland wurden zwölf Passagiere verletzt, davon einer schwer. An der Fähre entstand Sachschaden.